# Gaustabanen
| Zug der Horizontalstrecke |       |                            |                            |
| Spurweite: | ? mm  |                            |                            |
| Maximale Neigung: | 809 ‰ |                            |                            |
| |       |                            |                            |
| \| \| \| Kongeheisen \| \| \| \| 1,05 \| Tuddalstippen (1800 moh.) \| Tuddalstippen (1800 moh.) \| \| \| \| \| \| \| \| 0,00 \| Mittelstation (1155 moh.) \| Mittelstation (1155 moh.) \| \| \| 0,85 \| Mittelstation (1155 moh.) \| Mittelstation (1155 moh.) \| \| \| \| \| \| \| \| 0,00 \| Untere Station (1151 moh.) \| Untere Station (1151 moh.) \| |       |                            |                            |
| Betriebsstelle Streckenanfang (im Tunnel) |       | Kongeheisen                | Kongeheisen                |
| Haltepunkt / Haltestelle (im Tunnel) | 1,05  | Tuddalstippen (1800 moh.)  | Tuddalstippen (1800 moh.)  |
| Überleitstelle / Spurwechsel (im Tunnel) |       |                            |                            |
| Haltepunkt / Haltestelle Streckenende (im Tunnel) | 0,00  | Mittelstation (1155 moh.)  | Mittelstation (1155 moh.)  |
| Haltepunkt / Haltestelle Streckenanfang (im Tunnel) | 0,85  | Mittelstation (1155 moh.)  | Mittelstation (1155 moh.)  |
| Strecke (im Tunnel) |       |                            |                            |
| Haltepunkt / Haltestelle Streckenende (im Tunnel) | 0,00  | Untere Station (1151 moh.) | Untere Station (1151 moh.) |

Gaustabanen sind zwei Bahnen, die ausschließlich im Inneren des Berges Gaustatoppen in der Provinz Telemark in Norwegen verkehren. Technisch getrennt, jedoch organisatorisch untrennbar, ist eine dieser beiden eine Standseilbahn, die ausschließlich im Innern des Berges verkehrt.

## Geschichte
Eine Idee wurde 1953 entwickelt, um den Gaustatoppen touristisch zu erschließen. Die Idee einer Bergbahn innerhalb des Berges wurde allerdings sehr schnell durch den Kalten Krieg durch Armee und Geheimdienste übernommen, die diese Bahn bis 1959 errichteten. Erst 2004 wurde an eine öffentliche Nutzung gedacht, von 2004 bis 2007 wurde die Bahn saniert und mit dementsprechenden Sicherheitseinrichtungen versehen. 2008 wurde ein Abkommen mit den Norwegischen Streitkräften geschlossen und die Bahn 2010 für den Publikumsverkehr eröffnet und verkehrt nun täglich zwischen Ende Mai und Mitte Oktober.

## Technik
Die Bergbahn besteht aus zwei Teilen. Sie beginnt in Longefonntippen in der Kommune Tinn am Ende der Nebenstraße, die vom Fylkesvei 651 zwischen Rjukan und Tuddal abzweigt.

### Horizontalstrecke
Auf 1151 moh. verläuft im Berg zunächst eine akkubetriebene horizontale Bahn, ähnlich einer Straßenbahn, die 20 Meter nach der Tunnelöffnung beginnt. Ursprünglich beförderte die Bahn 10 Personen. Nachdem sie für den Tourismus geöffnet wurde, wurde ein zweiter Wagen beschafft. Die beiden Wagen sind miteinander verbunden und können insgesamt 25 Fahrgäste befördern. Nach einer Fahrtstrecke von 850 Metern befindet sich im Berginneren die Umsteigehaltestelle.

### Schrägaufzug
An der Umsteigehaltestelle beginnt die Standseilbahn, die auf einer Länge von 1050 Metern 650 Höhenmeter überwindet. Sie besitzt zwei Wagen, die sich an einer Ausweichstelle kreuzen. Die Standseilbahn wurde von der Firma Von Roll in der Schweiz gebaut. Die Bergstation befindet sich auf 1800 moh., 82 Meter unterhalb der Berghütte. An der Bergstation befindet sich der Maschinenraum. Der Betrieb ist funkgesteuert, der Aufzug kann vom Maschinenraum, aber auch von den Wagen aus gefahren werden. An der Bergstation gibt es einen kleinen Aufenthaltsraum.
Um zum Ausgang Tuddalstippen zu gelangen, führt von der Bergstation aus ein 110 Meter langer Tunnel ins Freie. Am Ausgang ist ein weiterer Aufenthaltsraum  mit Toiletten und Platz für ca. 30 Personen vorhanden. Hier beginnt eine 180 Meter lange Steintreppe, die zur Touristenhütte Gaustatoppen (1830 moh.) und weiter hinauf zum Aussichtspunkt führt.
Die Standseilbahn selbst hat auf diesem Abschnitt eine Steigung von 39°.

### Dienstbahn
Von der Bergstation führt die Standseilbahn weiter zum Kongeheisen. Der dortige Raum bietet Platz für vier Personen und wurde kurz vor der Einweihung der Anlage für den öffentlichen Verkehr durch König Olav 1977 fertiggestellt. Der Aufzug ändert während der Fahrt die Richtung und fährt mit einer Neigung von 47° vom Funkraum hinauf zum Büro und Wohngebäude an der Spitze. Dieser Teil der Bahn ist nicht für die Öffentlichkeit zugänglich.

## Fahrpreise
2024 kostet die einfache Fahrt 360 NOK, der Preis für die Hin- und Rückfahrt beträgt 495 NOK. Zudem gibt es Mehrfachfahrkarten für Skifahrer.